# Estación de Cerdanyola Universitat
Cerdanyola Universidad (en catalán y oficialmente Cerdanyola Universitat  y anteriormente llamada Cerdanyola-Bellaterra) es una estación de las líneas R7 y R8 de Rodalies Renfe de Barcelona situada en el municipio de Sardañola del Vallés junto a la Universidad Autónoma de Barcelona. Se abrió al público en 1995 al crearse un ramal de la línea 4 desde la estación de Estación de Cerdanyola del Vallès. Se encuentra en el ramal El Papiol-Mollet que circunvala Barcelona comunicando las líneas ferroviarias del sur con las del norte de la ciudad.

## Tarifa plana
Esta estación está dentro de la tarifa plana del área metropolitana de Barcelona, cualquier trayecto entre dos de los municipios de la área metropolitana de Barcelona se contará como zona 1.

## Servicios ferroviarios
| << cabecera                    | < estación           | línea | estación >                               | cabecera >>  |
| ------------------------------ | -------------------- | ----- | ---------------------------------------- | ------------ |
| Rodalies de Catalunya de Renfe |                      |       |                                          |              |
| terminal                       | terminal             |       | Cerdanyola del Vallès                    | Fabra i Puig |
| Martorell                      | Sant Cugat-Coll Favà |       | Santa Perpètua de Mogoda Riera de Caldes | Granollers   |